# Таваньякко
Таваньякко (італ. Tavagnacco) — муніципалітет в Італії, у регіоні Фріулі-Венеція-Джулія,  провінція Удіне.
Таваньякко розташоване на відстані близько 480 км на північ від Рима, 75 км на північний захід від Трієста, 8 км на північ від Удіне.
Населення — 14 888 осіб (2014).

## Демографія
Населення за роками:

Станом на 1 січня 2023 року в муніципалітеті офіційно проживало 840 іноземців з 73 країн, серед них 269 громадян країн Євросоюзу та 60 громадян України.

## Сусідні муніципалітети
- Мартіньякко
- Паньякко
- Пазіан-ді-Прато
- Реана-дель-Рояле
- Тричезімо
- Удіне